# Брецвіль
Брецвіль (нім. Bretzwil) — громада  в Швейцарії в кантоні Базель-Ланд, округ Вальденбург.

## Географія
Громада розташована на відстані близько 55 км на північ від Берна, 12 км на південний захід від Лісталя.
Брецвіль має площу 7,3 км², з яких на 4,7% дозволяється будівництво (житлове та будівництво доріг), 56,4% використовуються в сільськогосподарських цілях, 38,8% зайнято лісами, 0,1% не є продуктивними (річки, льодовики або гори).

## Демографія
2019 року в громаді мешкало 753 особи (-4,2% порівняно з 2010 роком), іноземців було 6,5%. Густота населення становила 103 осіб/км².
За віковим діапазоном населення розподілялося таким чином: 20,7% — особи молодші 20 років, 58,4% — особи у віці 20—64 років, 20,8% — особи у віці 65 років та старші. Було 296 помешкань (у середньому 2,5 особи в помешканні).
Із загальної кількості 155 працюючих 59 було зайнятих в первинному секторі, 19 — в обробній промисловості, 77 — в галузі послуг.